# Duque Bacelar
Duque Bacelar este un oraș în unitatea federativă Maranhão (MA), Brazilia.